# Intrige (Spiel)
Intrige ist ein 2003 bei Amigo erschienenes Spiel von Stefan Dorra für 3 bis 5 Spieler mit Grafiken von Eckhard Freytag und Markus Wagner. Es ist eine überarbeitete Version des gleichnamigen Brettspiels, das 1994 bei F.X. Schmid erschien. Ziel der Spieler ist es ihre 8 Gelehrten an den Höfen der Mitspieler unterzubringen, so dass diese dort die höchsten Einnahmen erzielen sowie gleichzeitig seine Posten möglichst optimal an die anderen Spieler zu vergeben und dabei die höchsten Bestechungsgelder zu kassieren. 

## Inhalt
- 5 Höfe, bestehend aus je 4 Bereichen im Spielkartenformat mit den Werten 1.000, 3.000, 6.000 und 10.000 in den Farben blau, gelb, grün, rot und violett
- 40 Gelehrte, je 2 Ärzte, Naturforscher, Priester und Schreiber in den Farben blau, gelb, grün, rot und violett
- 150 Blatt Spielgeld, je 50 mit den Werten 1.000, 5.000 und 10.000 Dukaten
- 1 Insel
- Spielanleitung (12 DIN-A6 Seiten)

## Spielablauf
Das Spiel läuft über 5 Runden. Zu Beginn jeder Runde erhält der am Zug befindliche Spieler Einnahmen für seine an den anderen Höfen untergekommenen Gelehrten. Danach muss er fremde Gelehrte an seinem Hof aufnehmen. Dabei ist zu beachten, dass an jedem Hof nur ein Gelehrter einer Berufsgruppe tätig sein kann und in jedem Bereich des Hofes nur ein Gelehrter. Stehen mehrere Bereiche zur Auswahl kann der Spieler frei entscheiden in welchen Bereich er einen weiteren Gelehrten aufnimmt. Bewerben sich mehrere Gelehrte der gleichen Berufsgruppe um einen freien Platz, haben die Spieler die Möglichkeit durch Zahlung von Bestechungsgeldern die Entscheidung zu beeinflussen. Dabei können auch Absprachen für das zukünftige Verhalten getroffen werden. Bewirbt sich ein Gelehrter um eine schon besetzte Position, so kann der Spieler einen Austausch vornehmen. Auch hier kann wieder verhandelt werden. Allerdings muss sich kein Spieler an die Verhandlungsergebnisse halten, dann aber damit leben, dass die anderen Spieler bei zukünftigen Verhandlungen vorsichtiger sind. Abgelehnte oder ausgetauschte Gelehrte werden auf die Insel gelegt und sind damit aus dem Spiel. Anschließend schickt er zwei seiner Gelehrten an die Höfe der Mitspieler und hofft, dass niemand nachtragend ist. Es folgt der nächste Spieler usw. Am Ende der 5. Runde gewinnt der Spieler, der das meiste Geld erwirtschaftet hat. 